# پابلو موریلو
پابلو موریلو (انگلیسی: Pablo Morillo؛ ۵ مه ۱۷۷۵ – ۲۷ ژوئیه ۱۸۳۷ (۶۲ ساله)) یک افسر نظامی اسپانیایی بود که در جنگ‌های ناپلئونی و جنگ‌های استقلال آمریکا از اسپانیا جنگید. او در جنگ شبه جزیره علیه نیروهای فرانسوی جنگید، جایی که به خاطر اقدامات شجاعانه‌اش به شهرت رسید و به درجه فیلد مارشال رسید. پس از احیای سلطنت اسپانیا، موریلو که در آن زمان به عنوان یکی از معتبرترین افسران ارتش اسپانیا شناخته می‌شد، توسط پادشاه فردیناند هفتم به عنوان فرمانده کل ارتش اعزامی کاستا فیرمه با هدف احیای استبداد در متصرفات اسپانیا در قاره آمریکا منصوب شد.
او که در یک خانواده دهقانی در فوئنتسکاس اسپانیا متولد شد، در سن ۱۶ سالگی به عنوان بخشی از پیاده‌نظام دریایی اسپانیا به نیروی دریایی اسپانیا پیوست و در نبرد کیپ سنت وینسنت و نبرد ترافالگار جنگید. هر دو بار او اسیر شد. پس از وقوع جنگ شبه جزیره، موریلو نیروی دریایی اسپانیا را ترک کرد و به ارتش اسپانیا پیوست و در نبرد بایلن تحت فرماندهی ژنرال کاستانیوس جنگید. او همچنین در نبرد ویتوریا حضور داشت. او در طول جنگ به سرعت درجات نظامی را طی کرد. اقدامات او در نبرد پوئنته سانپایو برای او شهرت به ارمغان آورد، زیرا فرماندهی ارتشی را بر عهده داشت که مارشال نی را شکست داد و ارتش فرانسه را مجبور به تخلیه گالیسیا کرد.
پس از پایان جنگ، در سال ۱۸۱۴، موریلو به عنوان کاپیتان کل ونزوئلا منصوب شد و فرماندهی یک ارتش اعزامی برای شکست دادن شورشیان در گرانادای جدید و ونزوئلا به او داده شد. این نیروی اعزامی متشکل از ۶۰ کشتی و ۱۰۰۰۰ نفر در اوایل سال ۱۸۱۵ اسپانیا را ترک کرد و در بهار ۱۸۱۵ به ونزوئلا رسید. موریلو رهبری یک لشکرکشی موفق برای فتح مجدد گرانادای جدید را بر عهده داشت. پیروزی او در محاصره کارتاخنا، عنوان کنت کارتاخنا را برای او به ارمغان آورد. او در سال ۱۸۱۶ با موفقیت گرانادای جدید را فتح کرد و دستور اعدام رهبران مختلف استقلال و همچنین مصادره دارایی‌های آنها را صادر کرد.
در سال ۱۸۱۷، او به ونزوئلا بازگشت، جایی که سیمون بولیوار لشکرکشی جدیدی را برای آزادسازی ونزوئلا از حکومت اسپانیا آغاز کرده بود. او با بولیوار تا بن‌بست جنگید، سپس در نبرد سوم لا پوئرتا در سال ۱۸۱۸، که در آن زخمی شد و با موفقیت از پایتخت، کاراکاس، در برابر نیروهای بویلوار دفاع کرد، او را شکست داد. این امر باعث شد عنوان مارکز لا پوئرتا را به دست آورد. پس از از دست دادن گرانادای جدید در سال ۱۸۱۹، جنگ تغییر کرد و در سال ۱۸۲۰ موریلو با بولیوار آتش‌بس امضا کرد و بعداً پیمان «تنظیم جنگ» را نیز امضا کرد. پس از درخواست‌های مکرر برای بازنشستگی، موریلو سرانجام با تأیید سلطنتی در سال ۱۸۲۱ به اسپانیا بازگشت. پس از خدمت در آمریکای جنوبی، در ماه مه ۱۸۲۱ به عنوان کاپیتان کل نیو کاستیل منصوب شد، سمتی که سال بعد از آن استعفا داد. در سال ۱۸۳۲ او به عنوان کاپیتان ژنرال گالیسیا منصوب شد، سمتی که در سال ۱۸۳۵ به دلایل سلامتی ترک کرد. او در ۲۷ ژوئیه ۱۸۳۷ در شهر فرانسوی بارژ، جایی که برای حمام‌های درمانی به آنجا رفته بود، درگذشت.